# NGC 3313
NGC 3313 é uma galáxia espiral barrada (SBab) localizada na direcção da constelação de Hydra. Possui uma declinação de -25° 19' 08" e uma ascensão recta de 10 horas, 37 minutos e 25,5 segundos.
A galáxia NGC 3313 foi descoberta em 1886 por Ormond Stone.